# Барбансон, Альбер де Линь-Аренберг
Альбер де Линь-Аренберг (фр. Albert de Ligne-Arenberg; 22 июля 1600 — 8 апреля 1674, Мадрид) — 2-й князь де Барбансон, военачальник Испанских Нидерландов, участник Тридцатилетней войны.

## Биография
Сын Робера де Линя, князя де Барбансона, и Клаудии, вильд- и рейнграфини цу Даун, графини цу Зальм.
Граф д'Эгремон и де Ла-Рош в Арденнах,
10 марта 1614 получил ордонансовую роту своего отца и должность капитана.
Начал военную службу в возрасте 18 лет под командованием генерала Бюкуа в Богемии. Проделал две кампании в армии, посланной Филиппом III и правителями Нидерландов на помощь императору Фердинанду II. Участвовал во взятии нескольких крепостей, а также в жестоком и кровопролитном сражении, после которого Бюкуа, оборонявший дунайский тет-де-пон перед Веной, был вынужден отступить.
По возвращении в Нидерланды был назначен эрцгерцогом Альбрехтом на должность капитана роты из 200 кирасир, вошедшей в состав Пфальцской армии Амборджо Спинолы. После нарушения 12-летнего перемирия война в Нидерландах возобновилась, и штатгальтер, по рекомендации Спинолы, поручил де Линю пять сотен всадников, с которыми тот участвовал в завоевании Юлиха.
На помпезной церемонии погребения Альбрехта 12 марта 1621 нес скипетр.
В 1622 инфанта Изабелла добавила ему командование полком из 15 рот льежской пехоты. В следующем году под начало Альбера был поставлен 7-тысячный отряд пехоты, 1200 всадников и 10 орудий для действий в Вестфалии.
Участвовал в осаде Бреды; в кампанию 1625 года был назначен шефом и генералом всех ордонансовых рот. В награду за службу Филипп IV 19 июня 1627 пожаловал князя де Барбансона в рыцари ордена Золотого руна. Альбер получил орденскую цепь из рук герцога ван Арсхота в королевской капелле Брюсселя 18 июня 1628.
Карл Эммануэль Савойский, которому угрожали французы, просил испанского короля о помощи, и правительница Нидерландов решила направить к нему пехотный полк, который князю де Барбансону было поручено набрать в Германии, и 400 всадников, которых предстояло собрать в графстве Бургундском. Поскольку казна была пуста, Барбансон согласился сформировать полк за свой счет. Отряд был готов к выступлению, когда пришло сообщение о том, что герцог Савойский договорился с Людовиком XIII.
Тогда же было получено известие о намерении голландцев овладеть Хертогенбосом, и Изабелла приказала Барбансону, стоявшему в Пфальце, спуститься вниз по Рейну. После того, как Хертогенбос был осажден принцем Оранским, Альберу де Линю было поручено командование обсервационным корпусом, стоявшим у Женапа.
По неизвестным причинам князь был вскоре отстранен от командования, и выразил свое недовольство резкими высказываниями в адрес испанских министров, вдохновлявших решения правительницы. По общему мнению современников, потеря Хертогенбоса и Везеля была следствием плохого ведения дел, но особенно — бездарности испанских генералов, сменивших Спинолу. Мадридский двор был проинформирован о настроениях населения, но не желал идти навстречу общественному мнению, в результате чего недовольство постепенно охватило значительную часть жителей. Лидеры знати вступили в сношения, одни — с принцем Оранским, другие — с кардиналом Ришельё, намереваясь изгнать испанцев и самим захватить власть, ради чего некоторые были готовы пожертвовать и «бельгийской национальностью».
Первым против испанского правления выступил граф Анри де Берг, к которому вскоре присоединился граф де Варфузе. Оба перешли в лагерь принца Оранского.
Альбер был связан тесной дружбой с графом де Бергом, тот относился к нему, как к сыну, а князь называл графа отцом. Многие полагали, что де Линь был замешан в проектах и махинациях графа, утверждали даже, что он обещал стать его лейтенантом. Князь опроверг эти сплетни своим поведением в июле 1632, когда Изабелла созвала рыцарей Золотого руна для выяснения их мнения о предательстве одного из главных военачальников. На этой ассамблее князь де Барбансон публично назвал де Берга величайшим предателем в мире, а в кампанию 1633 года подтвердил свою верность, командуя двумя полками в армии маркиза де Айтоны.
Несмотря на это, в донесении, посланном Бальтазаром Жербье графу-герцогу Оливаресу, Барбансон был обозначен как один из участников заговора знати. Также стало известно о его связях с деканом Камбре Франсуа де Каронделе, выступавшим посредником при контактах графа Эгмонта и принца д'Эпинуа с кардиналом Ришельё; родственные связи этих вельмож и их близость с Барбансоном давали основания для подозрений. 18 марта 1634 Филипп IV отдал маркизу де Айтоне приказ об аресте князя.
Альбер в это время находился в Брюсселе. 27 апреля он вместе с женой отправился на поклонение в Нотр-Дам-де-Аль, а оттуда намеревался ехать в свой замок Барбансон. Маркиз де Айтона ночью выступил из Антверпена с двумя ротами кавалерии, утром прибыл в Аль, где схватил князя и доставил его в цитадель Антверпена. Для расследования были направлены члены Большого совета, прибывшие в город 6 июля. Князь поначалу отказывался признавать их полномочия, апеллируя к своему статусу члена ордена Золотого руна, подсудного только королю и другим рыцарям, но невозможность в короткие сроки собрать достаточное число собратьев по ордену и желание быстрее добиться справедливости, заставило его подчиниться юрисдикции Большого совета.
Князь признался в плохом отношении к министрам, отправившим его в отставку, но решительно отвергал все обвинения в связях с изменниками и иностранными державами, заявив, «что он не был предателем, и не происходил от крови предателей». Герцог ван Арсхот, на следующий день после своего ареста, донес Оливаресу, что Барбансон несколько раз пытался убедить его покинуть двор, уверяя, что и все остальные последуют за ним. Барбансон отверг это обвинение, заметив, что оно сделано в тюрьме, возможно, из желания выйти на свободу, и в нем не обозначены ни время, ни место, ни обстоятельства, при которых, якобы, были сделаны эти предложения.
В отчете о результатах расследования, поданном комиссарами совета маркизу де Айтоне, утверждалось, что слова герцога ван Арсхота являются единственным доказательством в деле, и процесс над князем возможен в случае, если фискальная проверка найдет дополнительные улики. Наместник дал соответствующее распоряжение.
Пока шло расследование, в Нидерланды прибыл новый наместник, кардинал-инфант. 28 февраля 1635 он распорядился назначить из членов Большого совета комиссию для суда над де Линем: палату из семи советников, которых выбирал президент.
16 апреля 1635 кардинал-инфант прибыл в Антверпен. Поскольку он собирался посетить цитадель, Барбансона накануне перевели в замок Вилворде. В следующем месяце он был препровожден в замок Рупельмонде, на очную ставку со сьёром де Мольде, братом экс-губернатора Бушена Жоржа де Каронделе, содержавшимся в этой государственной тюрьме. Оттуда князь был возвращен в Антверпен.
Следствие затянулось. После трех лет заключения Барбансон направил кардиналу-инфанту жалобу, прося либо осудить его, либо оправдать. Наместник передал прошение Большому совету, но получил неопределенный ответ. 3 марта 1639 кардинал-инфант лично написал Большому совету, но снова получил уклончивый ответ. Альберт направил ходатайство, прося дать фискалам приказ о расследовании, которое могло бы дать основания для проведения процесса или для отказа от него. Фискалы заявили, что у них не хватает доказательств, но они не отказываются от их дальнейшего сбора.
Княгиня де Барбансон обращалась с личными прошениями к кардиналу-инфанту, и тот приказал семи членам трибунала по отдельности представить свои мнения по поводу перспектив процесса. Все заявили, что не видят в деле никаких доказательств вины подозреваемого.
9 ноября 1641 Фердинанд Австрийский умер, и новое прошение Барбансон направил уже его преемнику Франсиско де Мело. Новый наместник 24 декабря 1642 приказал выпустить князя из тюрьмы и препроводить в Намюр, где располагалась его резиденция, под клятвенное обещание не покидать город и поручительство жены. Вскоре князю было позволено отправиться в любое место Нидерландов, за исключением Брюсселя, но и это последнее ограничение было снято в 1644 году преемником де Мело маркизом де Кастель-Родриго.
После возвращения свободы князь получил от первого министра дона Луиса де Аро письмо с заверениями в расположении короля, и Филипп IV поручил Барбансону от своего имени передать герцогу Амальфи цепь ордена Золотого руна. Тем не менее, князь не считался полностью оправданным, и не был восстановлен в своих военных чинах. Пожелав принять участие в кампании 1646 года, он смог отправиться на войну лишь в качестве волонтера, а на соответствующий запрос, сделанный правительству, министры ответили, что их руки связаны приказами двора.
В начале 1647 года князь направил личное послание Филиппу IV, напоминая о своей службе Австрийскому дому и прося восстановить в его отношении справедливость. За время войны с Францией Альбер понес значительный ущерб: его замок Барбансон был два раза разграблен, значительные доходы, поступавшие из Лотарингии, конфискованы, и он много лет не получал ни жалования, ни содержания, поэтому, по его мнению, королевская юстиция могла бы что-нибудь для него сделать.
Филипп IV обратился за советом к новому наместнику Нидерландов эрцгерцогу Леопольду. Тот не торопился с ответом, и лишь 8 февраля 1650, через полтора с лишним года, ответил королю. В послании он признавал обвинения против князя бездоказательными, но не рекомендовал ни возвращать ему армейское командование, ни назначать губернатором крепости или членом госсовета, предложив лишь предоставить ему место штатного дворянина королевской палаты, будучи уверенным, что Барбансон не поедет в Мадрид исполнять эту должность.
Филипп продемонстрировал еще меньше благородства, чем его кузен, сочтя, что князь и так должен быть доволен тем, что наместники допустили его в армию, обсуждали с ним служебные дела, ввели в военный совет и позволили исполнять функции рыцаря Золотого руна.
Несколько лет Барбансон оставался на положении частного лица, и только в 1658 году дон Хуан Австрийский назначил его командующим гарнизона Ипра, с чином капитан-генерала артиллерии. В 1673 году князь был в Испании в должности члена Высшего военного совета, умер в Мадриде в апреле 1674 и был погребен в монастыре капуцинов.
Относительно сведений, приведенных Морери и другими авторами, о пожаловании Альберу в 1644 году титула герцога д'Аренберга, Луи-Проспер Гашар делает следующее разъяснение: дипломом от 9 июня 1644 император Фердинанд III возвел в имперское достоинство княжество Аренберг, и пожаловал князю Филиппу-Франсуа д'Аренбергу и его брату Шарлю-Эжену титул герцогов, распространив эту последнюю милость на их кузенов Филиппа, князя де Шиме, и Альбера, князя де Барбансона. Эта уступка, сделанная иностранным монархом, противоречила геральдическому праву Нидерландов, и эрцгерцог Леопольд декретом от 27 января 1651, утвержденным Филиппом IV 16 апреля 1651, объявил, что только герцог и герцогиня д'Аренберг могут использовать этот титул, а прочие родственники не имеют на это права.

## Семья
Жена (1616): Мария де Барбансон (20.04.1602 — после 1675), последняя этого имени, виконтесса де Дав, дама де Монжарден, Суа, Рианв, Неттен, Женаф, старшая дочь и основная наследница Эврара де Барбансона, виконта де Дав и сеньора де Монжарден и Вильмон, и Луизы Остфрисландской
Дети:
- Альбер де Линь-Аренберг
- Изабель-Мари де Линь-Аренберг (1623, Барбансон — 17.08.1678, Париж). Муж 1) (4.11.1637): Альбер-Франсуа де Лален (ок. 1610—1643), граф ван Хогстратен; 2) (15.05.1651, Брюссель): герцог Ульрих Вюртембергский (1617—1671)
- Жак-Клод де Линь-Аренберг (13.03.1624—1644), принц д'Эгремон. Утонул в Маасе
- Доротея-Каролина (ум. 7.05.1642)
- Октав-Иньяс де Линь-Аренберг (12.03.1643—29.07.1693), князь де Барбансон. Жена (1672): Тереса Мария Манрике де Лара, графиня де Тригильяна (ум. после 1696), дочь Иньиго Манрике де Лары, графа де Тригильяны, и Маргариты де Тавора